# Parathesis rosea
Parathesis rosea är en viveväxtart som beskrevs av Cyrus Longworth Lundell. Parathesis rosea ingår i släktet Parathesis och familjen viveväxter. Inga underarter finns listade i Catalogue of Life.